# پترمن، شهرستان هوستون، آلاباما
پترمن (به انگلیسی: Peterman) یک منطقهٔ مسکونی در ایالات متحده آمریکا است که در شهرستان هیوستون، آلاباما واقع شده‌است. پترمن ۹۳٫۸۸ متر بالاتر از سطح دریا قرار دارد.